# Vila das Tartarugas
A Vila das Tartarugas (em francêsː Village des Tortues; em uolofeː Keur Mbonatt Yi) é um centro de proteção e resgate de tartarugas, criado em 1993. Localizado na Reserva Botânica Especial de Noflaye, no Senegal.

## História
O especialista em tartarugas Bernard Devaux juntamente com o pesquisador senegalês Tomas Diagne cria o centro de proteção e resgate para tartarugas senegalesas, no ano de 1993, com o apoio da Gonfaron Turtle Village e financiado pela União Europeia. E em 1996, o centro é aberto ao público.
No ano de 2020, devido a pandemia do Covid-19, o número de visitantes diminuiu drasticamente, de 1.000 visitantes por mês foi reduzido para 40 visitantes. Como o centro não recebe ajuda governamental, e o dinheiro arrecadado com a bilheteria é o meio de custear as necessidades da instituição, o centro criou um sistema de patrocínio, onde o patrocinador paga um valor anual e pode dar um nome a uma tartaruga e visitá-la a qualquer momento.

## Fauna
Dentre as tartarugas resgatadas, encontra-se a tartaruga gigante sulcata (Centrochelys sulcata); a tartaruga das florestas de Casamansa com dobradiças dorsais (Kinixys belliana); a tartaruga leopardo; a tartaruga de Madagáscar (Astrochelys radiata); e as tartarugas aquáticas. Os filhotes de tartarugas, que nascem no centro de proteção, quando atingem a idade de 13 a 15 anos são soltas no seu ambiente natural.

## Turismo
A Vila das Tartarugas está aberta a visitação, com entrada paga e visitas guiadas. No local há uma recepção, sanitários, áreas de piqueniques, área infantil, lanchonete e loja de souvenires. O visitante poderá conhecer o berçário das tartarugas, a área de quarentena, o viveiro, a lagoa das tartarugas aquáticas e as áreas de reprodução.